# Passage inoffensif
Le droit de « passage inoffensif » (Transitus innoxius ou droit de passage innocent ou droit de passage en transit sans entrave) est un concept juridique dont les origines sont anciennes, sorte de servitude juridique voulant que, lors d'une guerre, un belligérant aie le droit de se déplacer selon ses besoins au travers du territoire d'un pays non belligérant. Cette notion, dont il a existé diverses variantes dans le droit coutumier, sous-entend qu'il existe, dans ce cas, un besoin de déplacement de tout ou partie d'une armée pour une attaque légitime, ou pour une légitime défense. Il s'agit d'une dérogation à la souveraineté et à certains droits souverains justifiée par l'intérêt général. Au regard du droit international et du droit de la guerre, l'État qui laisse passer sur son territoire les troupes d'un autre État ne saurait être considéré comme complice des actions de guerre concernées ; il est considéré comme « neutre ».
Dans le droit international et à certaines conditions, ce principe s'applique encore de nos jours, sur terre, en mer et dans l'espace (pour qu'un satellite puisse traverser l'espace situé au dessus d'un État), avec des questions éthiques et juridiques nouvelles posées par les projets de conquête et d'exploitation de nouveaux espaces tels que les grands fonds marins, de l'arctique et de l'Antarctique ainsi que de la lune ou d'autres parties du cosmos.

## Histoire
La notion juridique de « passage inoffensif » a une longue histoire. 
Son principe semble avoir souvent, autrefois, été argumentée et justifiée par le cas biblique de l'« Exode d'Israël hors d'Égypte ».
Sa motivation intrinsèque était cependant militaire, sous-tendue par l'idée qu'une guerre juste implique notamment que les belligérants puissent se déplacer selon leurs besoins d'attaque légitime ou de légitime défense,.
Dans une partie du monde au moins, dès l'Antiquité et lors de périodes historiques plus récentes (ex. : jus armorum ,droit médiéval de la guerre, par exemple mobilisé lors de la guerre de Trente Ans), un droit dérogatoire à la propriété privée et au droit des États s'est ainsi développé autour de la notion de Transitus innoxius (droit de passage « non-nocif » ou « innocent ») créant une sorte de territoire neutre provisoirement ouvert au passage d'armées étrangères en action de guerre, concept à ne pas confondre à l'actuelle servitude de passage.
Ce droit droit a tantôt été considéré comme inhérent à la propriété, ou comme conventionnel, de convenance voire coutumier. Il accordait aux belligérants le passage sur un territoire étranger à condition qu'ils s'abstiennent de dégâts. Puis, alors que les effectifs militaires et leurs impacts augmentaient, ce droit a été conditionné à une autorisation préalable ; ainsi Alberico Gentili, dans De Jure Belli reconnait le transitus innoxius, mais le conditionne à l'accord du souverain territorial. Grotius par contre, dans De Jure Belli ac Pads (Livre II, chap. II) continue à considérer que ce droit est inhérent au droit de propriété. Ce droit est souvent associé au principe d'une « guerre juste » et était considéré comme relevant du droit naturel. Face aux abus des armées, Grotius restreint l'usage du territoire neutre à ce que comporte la nécessité (Livre III, chap. XVII), ce concept de nécessité restant néanmoins en partie subjectif pour le belligérant ou pour l'hôte.

## Localisation du droit

### Sur les terres émergées
En lien avec les nombreux gués et les réseaux de routes et chemins utilisés par les armées avant la construction des ponts, les terres émergées sont a priori le territoire où le droit de passage inoffensif a d'abord été le plus utilisé.

### En mer
Le droit international de la mer (et la jurisprudence qui l'accompagne), afin d’éviter que des navires soient condamnés à une perpétuelle errance en haute mer ou à de longs détours, ont peu à peu convenu que tout État côtier doit autoriser le passage des navires de guerre et marchands en transit devant ses côtes, à condition que ceux-ci ne lui fassent pas de tort, ne menacent pas sa sécurité et n'enfreignent pas ses lois.
Depuis 1982, la Convention de Montego Bay dans son article 19 définit le « passage inoffensif » comme une navigation « qui ne porte pas atteinte à la paix, au bon ordre ou la sécurité de l’État côtier », et elle précise par ailleurs que, à cette condition, « les navires de tous les États, côtiers ou sans littoral, jouissent du droit de passage inoffensif ».
Des cas particuliers se présentent parfois, avec par exemple le cas d'un navire à la dérive, d'un navire se détournant de sa route à la suite d'un SOS, ou d'un navire militaire accompagnant un navire civil ou d'un navire de maintien de la paix (mission par l'ONU) ou d'un navire d'une organisation internationale dans une zone de piraterie (au large de la Somalie par exemple), d'une ONG, etc.

### Dans l'atmosphère et dans l'espace circumterrestre «extra-atmosphérique»
Le XXe siècle a connu un fort développement de l'aéronautique, puis dans les années 1950 de la conquête spatiale (environ 3 000 véhicules spatiaux lancés lors des trois premières décennies de la conquête de l'espace, d'octobre 1957 au 31 mars 1988 selon Air & Cosmos). Ces deux domaines ont une forte dimension militaire et stratégique, et surtout avec la mise en orbite de plus de 11 500 (donnée 2021) satellites utilitaires civils (météo, de communication) ou militaires et d'une station orbitale internationale.
Dans ce contexte, un droit de l'espace aérien puis extra-atmosphérique » est en construction. Il a été partiellement été imposé de fait par quelques superpuissances qui les premières (une vingtaine d'États aujourd'hui, dont les États-Unis et la Russie principalement) ont militairement utilisé des avions, lancé des véhicules spatiaux et mis en orbite des satellites.
Ce droit sous-tend diverses formes de « droit de passage inoffensif », au-dessus d'une certaine altitude, pour le survol des territoires des autres États. L'URSS a proposé en 1979 de fixer une limite territoriale à environ 100-110 km d'altitude, et d'instaurer un traité reconnaissant aux objets spatiaux de tout État un droit de passage inoffensif au-dessus du territoire des autres États aux altitudes inférieures à 100/110 km si ce passage est nécessaire à la mise sur orbite, ou au retour sur Terre. 50 à 75 % des satellites lancé avant le milieu des années 1980 étaient militaires ; utilisés pour les communications, la surveillance, la navigation et la conduite de tir. Ils ne peuvent donc être utilisés qu'au-delà de 100 km d'altitude, en zone internationale.
Beaucoup de ces satellites font du renseignement au profit exclusif de l'État propriétaire du satellite, d'États-alliés, éventuellement co-financeurs du satellite, ou d'États assez riches pour acheter leurs données ; renseignement qui peut parfois soutenir des projets offensifs très asymétriques à l'égard des États survolés. Selon le département de la Défense des États-Unis, à la fin des années 1980, « au moins 90 pour cent des lancements et satellites [soviétiques] sont reliés à des activités militaires, à l'appui d'opérations offensives comme défensives ».
Des questions juridiques complexes se posent relativement à la militarisation de l'espace, la pollution et de l'atmosphère (via les avions, fusées, civiles ou militaires, les actes de guerre et d'entrainement), ainsi que relativement à la gestion des débris spatiaux, et plusieurs résolutions des Nations unies adoptées à de fortes majorités par des pays de nature idéologiques et politiques variés ont exprimé les « graves préoccupations » ressenties par la plupart des membres de l'ONU face au « danger que constitue pour l'homme la course aux armements dans l'espace extra-atmosphérique »,.

## Revendications et contestations

### Concernant la mer
Pendant et depuis les négociations de la Convention des Nations unies sur le droit de la mer (1982), divers États côtiers ont revendiqué et/ou revendiquent encore des aménagements à ce droit, réclamant :
- un renforcement de la responsabilité civile dans le domaine des transports maritimes de matières nucléaires [12], et la possibilité, pour des États, dans leurs eaux territoriales, voire dans leur zone économique exclusive (ZEE), de refuser le passage aux bateaux dont les chargements sont hautement polluants et/ou dangereux, notamment à la suite de cas tels que ceux du Pacific Teal et du Pacific Pintail (combustible nucléaire hautement radioactif à recycler transporté entre le Royaume-Uni, la France et le Japon)[13],[14] ; le Canada s’est fait le champion de cette cause[15].
- la possibilité pour un État côtier d'exiger une autorisation ou une notification préalable pour le passage des navires de guerre étrangers dans ses eaux territoriales[16].

En 1982, ces deux possibilités ont été refusées par la plupart des grands États qui ont préféré faire en sorte que leurs propres forces aéronavales puissent librement circuler dans le monde en cas de guerre ;
- la possibilité de considérer comme cas particulier les navires à propulsion nucléaire, possibilité qu'envisageait la Convention de 1960 sur la sécurité des vies en mer (chapitre VIII, portant sur les navires à propulsion nucléaire, prévoyant des standards internationaux spécifiquement pour ces navires), et des normes régissant les obligations et responsabilités des États d’enregistrement ainsi que la création de certificats spéciaux de navigation[15] ;
- la possibilité de plus facilement moduler le droit de passage en fonction du type d’espace maritime traversé (ex. : zone à haut-risque de piraterie ou de violence en mer[17], ou encore aires marines protégées, zones maritimes particulièrement sensibles comme une zone à particulièrement protéger du bruit sous-marin et/ou d'autres formes de pollution, zones créées pour l’application de la convention MARPOL, zones particulières par exemple concernées par des munitions immergées) ou en fonction de la finalité du passage (finalité par exemple de recherche scientifique marine, d'action humanitaire ou revendicative, trois cas à enjeux environnementaux et/ou éthiques, refusés par le droit de « passage inoffensif », lequel implique que le navire n'ait pas d'autres activités que celle de passer), ce qui implique un glissement entre la notion simple de passage vers l’activité qu’il véhicule, vise ou manifeste. L’infimité de la frontière qui oppose dans les faits le passage à certaines autres activités en est la cause la plus probable, comme le montre l’hypothèse du passage dit « revendicatif » (par exemple effectué par un État voulant collecter des preuves nécessaire pour cartographier son plateau continental ou exploiter des ressources halieutiques, minérales ou pétrogazières, etc., ressources qu’il revendique ; par exemple en Arctique (où dans le contexte du réchauffement climatique, de nouvelles voies et ressources deviennent potentiellement accessibles avec la fonte de la calotte polaire)[18],[19],[15].

Des questions concernent aussi des cas particuliers tels que :
- les pertuis maritimes (détroits et canaux interocéaniques tels que le canal de Panama)[20]
- les « nouvelles routes maritimes » ouvertes par la fonte des glaces polaires[21], avec par exemple le cas d'un futur nouveau « Passage du Nord-Ouest stratégique » entre les États-Unis et le Canada… alors que le Canada considère que les eaux des détroits arctiques font partie de ses eaux intérieures (qui ne relèvent, elles, pas du droit de passage inoffensif[22] ;
- les drones marins ou sous-marins, et particulièrement ceux qui sont entièrement automatisés. Le Droit international ne les considère pas comme des navires[23].
- l'application de sanctions internationales envers un État agissant contrairement au droit international. Ainsi, dans le pas de Calais, l'État français a pu, en février 2022, intercepter, dérouter (de nuit) le cargo russe Baltic Leader (127 m) vers le port de Boulogne pour lui appliquer un contrôle de la cargaison, de la société qui en est propriétaire (société PSB Lizing, filiale de Promsvyazbank), des propriétaires du navire et des montages financiers utilisés[24]. Ce contrôle par les autorités américaines et françaises, a été rendu possible par le fait que le Baltic Leader était soupçonné appartenir à la liste d'entreprises et personnes russes visées par les sanctions internationales et européenne (sanctions et un gel économique) contre la Russie alors qu'elle était en train d'envahir l'Ukraine[24]. Le cargo a été escorté par un patrouilleur (le Le Cormoran, notamment affecté à surveillance des côtes dans la zone économique exclusive française (ZEE)) et une vedette côtière de surveillance maritime, et par un patrouilleur des douanes[24].

### Concernant l'Espace
Dans les années 1980, le Comité de l'espace extra-atmosphétique semble avoir facilement admis l'intérêt de prévoir un droit de passage inoffensif pour les objets et/ou vaisseaux spatiaux dans l'espace aérien souverain de tout pays (droit dérogatoire au principe fondamental de la souveraineté territoriale des États), mais, inversement, le Secrétariat de l'Organisation de l'aviation civile internationale (OACI) s'est montré hostile à un tel droit, qui dans le contexte d'une militarisation de l'espace atmosphérique et extra-atmosphérique, contredirait l'état du droit international aérien de cette époque. L'espace aérien est souverain même pour les aéronefs civils ; leur droit de passage est toujours soumis à autorisation préalable.

## Le Droit de «passage inoffensif» en France
En 1985, pour la première fois dans le droit interne de ce pays qui dispose de vastes eaux territoriales et d'un long linéaire côtier et qui est concerné par l'un des détroits les plus fréquentés au monde (le pas de Calais), un décret réglemente le passage des navires étrangers dans les eaux territoriales françaises (12 milles nautiques devant le trait de côte et autour des îles), les autorités françaises se référant antérieurement aux règles du droit coutumier international ou à quelques textes réglementant surtout le séjour et l'escale des navires de guerre étrangers dans les eaux intérieures françaises (ex. : un décret du 29 septembre 1929 portait règlement, pour le temps de paix, des conditions d'accès et de séjour des bâtiments de guerre étrangers dans les mouillages et ports du littoral de la France et des pays placés sous le protectorat ou le mandat français).
Ce décret transcrit presque mot pour mot les dispositions des articles 17 à 20, 22 et 25 de la Convention de Genève de 1982. La règle de l'article 23 concernant le cas particulier des navires étrangers à propulsion nucléaire ou transportant des substances radioactives ou autres substances intrinsèquement dangereuses ou nocives n'y est pas repris, car déjà traité par une réglementation antérieure.
Il permet aux autorités maritimes françaises de prendre « les mesures de police nécessaires pour empêcher ou interrompre tout passage qui n'est pas inoffensif ».
Durant la Seconde Guerre mondiale, ce droit a été très utilisé dans le monde mais aussi plus ou moins limité, avec par exemple en France un décret du 1er octobre 1934 qui a fixé de nouvelles conditions d'accès et de séjour des navires autres que les bâtiments de guerre français dans les mouillages et ports du littoral français, des colonies, des protectorats et des pays sous mandat : « Les sous-marins ne pourront pénétrer dans les eaux territoriales qu'en surface. Il leur est interdit d'y effectuer des plongées ». De même, selon l'article 10 : « Dans les eaux territoriales (…) les bâtiments de guerre étrangers sont tenus de s'abstenir de faire des relevés ou sondages et de procéder, à moins d'autorisation spéciale, à tous exercices militaires (corps de débarquement, tirs, lancements de torpilles, mouillage de mines, etc.) » … de même, selon un décret du 1er juin 1930 pour le séjour des bâtiments de guerre étrangers dans les ports et eaux territoriales des colonies françaises.
En 1958, alors que le terme inoffensif n'est toujours pas clairement défini ; la délégation française propose à la Conférence de Genève la définition suivante :
« Le passage est inoffensif tant que le navire ne commet pas un acte portant atteinte à la sécurité de l'Etat riverain ou un acte contraire aux présentes règles ou aux autres règles du droit international » ;
En 1966, une instruction (29 avril) précise - pour les eaux intérieures et territoriales et aux escales dans les ports et rades des départements et territoires d'outre-mer - les circonstances ôtant tout caractère inoffensif au passage d'un navire étranger dans la mer territoriale : 
« Le passage n'est pas inoffensif lorsque le navire utilise les eaux territoriales d'un Etat riverain aux fins d'accomplir un acte portant atteinte à la sécurité, à l'ordre public ou aux intérêts fiscaux de cet Etat, ou lorsque ce passage se trouve accompagné par une activité portant atteinte à ceux de ces intérêts que les règles du droit international l'autorisent à sauvegarder » (texte ne concernant que les DOM-TOM).
Les articles L5211-1 à L5211-5 du code des transports détaillent les conditions du passage inoffensif dans les eaux territoriales françaises et les mesures de contrôle autorisées (fouille de sûreté).

### Exceptions liées à La Défense nationale
Le texte de 1985 est la base juridique de textes particuliers, dont :
- une interdiction à tout navire étranger de circuler aux abords des deux atolls de Mururoa et Fangataufa durant toute la période des essais nucléaires sous-marins/souterrains[26], sachant qu'une instruction du 29 avril 1966 relative à la navigation dans les eaux intérieures et territoriales et aux escales dans les ports et rades des DOM-TOM prévoyait déjà que « Dans les eaux territoriales, le passage inoffensif peut, sans discrimination de pavillon, être suspendu par les autorités locales pour des raisons de sécurité ».
- une interdiction à Greenpeace de pénétrer dans ces eaux territoriales françaises (arrêté du 13 octobre 1985, s'appuyant sur l'article 3 du décret du 6 février 1985 excluant du bénéfice du droit de passage inoffensif un navire se livrant à une activité de « propagande visant à nuire à la défense ou à la sécurité de l'État ». Le préfet a considéré que « le navire Greenpeace et la flottille accompagnatrice se sont, par leur attitude, mis en dehors des conditions qui permettent l'exercice du droit de passage inoffensif dans les eaux territoriales françaises ».
- une interdiction à Greenpeace (12 octobre 1985) d'accès au port autonome de Papeete ;
- une interdiction à un autre bateau de « Greenpeace » (le Rainbow Warrior I venu protester contre l'arrivée à Cherbourg d'un cargo japonais transportant des combustibles irradiés à destination du centre de traitement de La Hague[34]) l'accès aux eaux territoriales de toute la métropole ; un arrêté du préfet maritime de Cherbourg (4 février 1980) interdit au navire Rainbow Warrior de séjourner dans les eaux territoriales françaises, précisant dans son motif que « les activités du commandant, de l'équipage et des passagers du Combattant de l'Arc-en-ciel ne relèvent pas du droit de passage inoffensif dans la mer territoriale ».

### Gestion des risques de pollution
Dans le monde, dans les années 1970 les conséquences d'un nombre croissant de pollutions majeures, dont la marée noire de l'Amoco Cadiz  imposent une adaptation du « Droit de passage inoffensif », avec par exemple en France un décret du 24 mars 1978 obligeant le capitaine de tout navire transportant des hydrocarbures d'adresser aux autorités maritimes, dès son entrée dans les eaux territoriales françaises, un message indiquant la date et l'heure d'entrée dans la mer territoriale, la position, la route et la vitesse du navire, ainsi que la nature de son chargement.